# Kurjenrahka
Kurjenrahka är en högmosse i Kurjenrahka nationalpark. Med sina 20 km² utgör den Egentliga Finlands största bevarade myrområde, ett av de största i södra Finland. Kurjenrahka ligger vid sjön Savojärvi, 150 km väster om huvudstaden Helsingfors.
Trakten ingår i den hemiboreala klimatzonen. Årsmedeltemperaturen i trakten är 2 °C. Den varmaste månaden är juli, då medeltemperaturen är 16 °C, och den kallaste är januari, med −12 °C.